# Территориальная прелатура Аявири
Территориальная прелатура Аявири (лат. Territorialis Praelatura Ayaviriensis) — территориальная прелатура Римско-Католической церкви с центром в городе Аявири, Перу. Территориальная прелатура Аявири входит в митрополию Арекипы.

## История
30 июля 1958 года Римский папа Пий XII выпустил апостольское послание «Ex illis Dioecesibus», которым учредил территориальную прелатуру Аявири, выделив её из епархии Пуно.

## Ординарии епархии
- епископ José Juan Luciano Carlos Metzinger Greff (30.07.1958 — 4.04.1964);
- епископ Juan Godayol Colom (4.12.1991 — 18.02.2006);
- епископ Kay Martin Schmalhausen Panizo (18.02.2006 — по настоящее время).

## Источник
- Annuario Pontificio, Libreria Editrice Vaticana, Città del Vaticano, 2003, ISBN 88-209-7422-3